# Lunar Orbiter 2

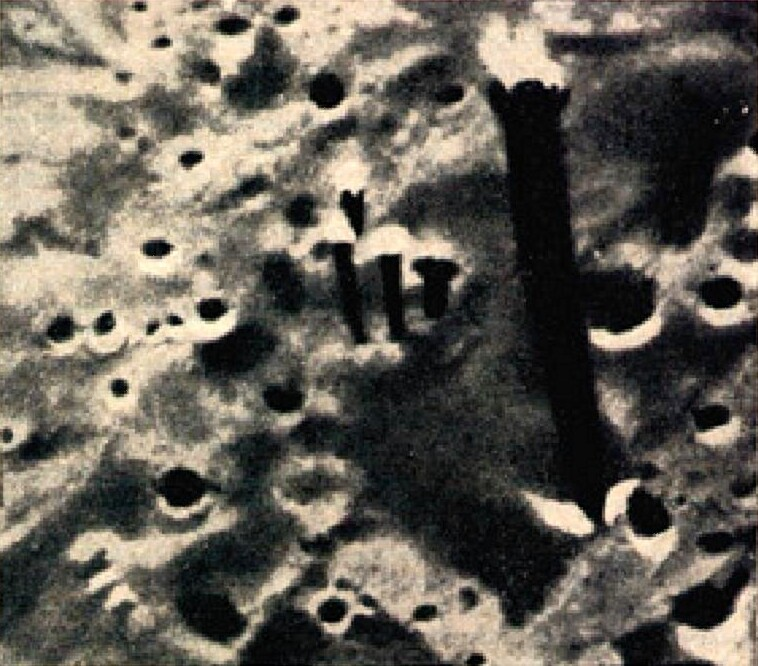
Zdjęcie powierzchni Księżyca wykonane 20 listopada 1966 z wysokości 47km w okolicy Morza Spokoju. Fotografia zrobiona przez aparaty Lunar Orbiter 2

Lunar Orbiter 2 – druga z bezzałogowych sond programu Lunar Orbiter. Został zaprojektowany przede wszystkim do sprawnego fotografowania powierzchni Księżyca oraz ustalenia odpowiedniego i bezpiecznego miejsca na lądowania załogowych misji z programu Apollo. Był także przystosowany do pomiarów natężenia promieniowania kosmicznego.
Satelita został wystrzelony 6 listopada 1966 o godzinie 23:21. Próbnik wszedł na orbitę okołoksiężycową 10 listopada 1966. Parametry orbity: o wys. 207,5/1841 km, okres orbitalny 216,8 min. oraz inklinacja 11,8°. Po zmianie orbity w dniu 15 listopada 1966 r. periselenium obniżono do 46 km, czas obiegu wokół Księżyca 3 godziny 28 minut 30 sekund.
W sumie wykonano 609 fotografii wysokiej i 208 średniej rozdzielczości. Wśród nich znalazło się spektakularne zdjęcie krateru Kopernika, którego później media nazwały jednym z najważniejszych obrazów wieku. Większość danych była zbierana w celu przygotowania następnych misji. Kamery obserwacyjne działały aż do 7 grudnia 1966 roku, przekazując między innymi obraz leja wybitego w powierzchni Księżyca przez aparat kosmiczny Ranger 8.
Orbita sondy była śledzona aż do chwili, gdy na przewidziane polecenie 11 października 1967 uderzyła w powierzchnię Księżyca o współrzędnych 3°N 119,1°E, czyli na południe od Morza Brzegowego (na skraju widocznej i niewidocznej strony Srebrnego Globu).